# Canmore
Canmore – miasto w Kanadzie, w prowincji Alberta. Leży niedaleko Parku Narodowego Banff około 110 km na zachód od największego miasta prowincji, Calgary. Miejscowość położona jest na wysokości ok. 1350 m n.p.m.
Jest znanym ośrodkiem sportów zimowych, gdzie rozgrywane są zawody w biegach narciarskich, zaliczanych m.in. do klasyfikacji Pucharu Świata. W 1988 roku w okolicach miasta rozgrywane były konkurencje w ramach igrzysk olimpijskich w biegach narciarskich, kombinacji norweskiej i biathlonie.
Liczba mieszkańców Canmore wynosi 12 039. Język angielski jest językiem ojczystym dla 84,2% mieszkańców, a francuski – dla 4,6% (2006).